# Hide (mjerna jedinica)
Hide je bila engleska mjerna jedinica za mjerenje zemljišta. Izvorna nakana bila je predstaviti dostatnu količinu zemljišta koje može izdržavati stanovnike jednog kućanstva. Tradicijski se uzima da je bila oko 49 hektara. U zbilji bila je mjera vrijednosti i određivanja poreza, uključujući obveze za rentu hrane (staroeng. feorm), održavanje i popravak mostova i utvrda, ljudstva za vojsku (staroeng. fyrd), i eventualno porez na zemljište geld. Danas je način izračunavanja opskuran: različite osobine iste hidaže mogu mnogo varirati u rasponu čak i u istom okrugu. Nakon normanskog osvajanja Engleske, određivanje hidaža zabilježena su u Knjizi Sudnjeg dana i bila je vodilja zemljišne proizvodnje 1 1 britanske funte prihoda godišnje određena po 1 hideu. Normanski kraljevi nastavilia us služiti se jedinicom za svoje određivanje poreza sve do konca 12. stoljeća. Hide se dijelio na četiri yardlanda odnosno virgate (virgate).